# 利昂·坎贝尔
利昂·坎贝尔（Leon Campbell）是一位美国天文学家，1881年1月20日生于美国马萨诸塞州剑桥，1951年5月10日在剑桥去世，享年70岁。

## 简历
他最出名的是在哈佛大学天文台对变星的观测。他还是美国变星观测者协会的观察记录员，最早于1915年加入，并一直持续至上世纪40年代退休（后升任美国变星观测者协会会长），他还发表过一些有关变星的论文和二部著作。

## 荣誉和奖励
- 皮克林纪念馆天文学家，大约1931年；
- 美国变星观测者协会优秀奖，1944年
- 月球上以他和威廉·华莱士·坎贝尔之名共同命名的贝尔环形山；
- 1949年被哈佛大学授予文学硕士荣誉学位。

## 备注
1. ↑  霍基, 托马斯. . 斯普林格出版社. 2009  [2012年8月22日]. ISBN 978-0-387-31022-0. （原始内容存档于2019年12月14日）.